# Branko Damljanović
Branko Damljanović est un joueur d'échecs serbe né le 7 juin 1961 à Novi Sad. Grand maître international depuis 1989, il a remporté le championnat d'échecs de Yougoslavie en 1991 et 2001 et le championnat de Serbie en 2006 (après un match de départage). Il a fini deuxième du championnat yougoslave en 1989 et remporté les tournois de Belgrade en 1992 (tournoi k.o.), 1995 et 2000 (mémorial Novak Nikolic). Il s'est qualifié pour le tournoi interzonal de Manille en 1990.
Au 1er décembre 2014, Branko Damljanović est le cinquième joueur serbe avec un classement Elo de 2 562.

## Compétitions par équipe
Damljanović a représenté la Yougoslavie ou la Serbie lors de sept olympiades de 1990 à 2004. Il termina cinquième de l'olympiade d'échecs de 1990.
Lors du championnat du monde d'échecs par équipe de 1989, l'équipe de Yougoslavie finit deuxième.
Lors du championnat d'Europe d'échecs des nations 2013 à Varsovie, il marqua 5 points sur 7 et remporta la médaille d'argent individuelle au troisième échiquier de la Serbie.